# 奧爾奇克河
奧爾奇克河（烏克蘭語：Орчик），是烏克蘭的河流，位於該國東部，流經哈爾科夫州和波爾塔瓦州，屬於奧列利河的支流，河道全長108公里，流域面積1,460平方公里。

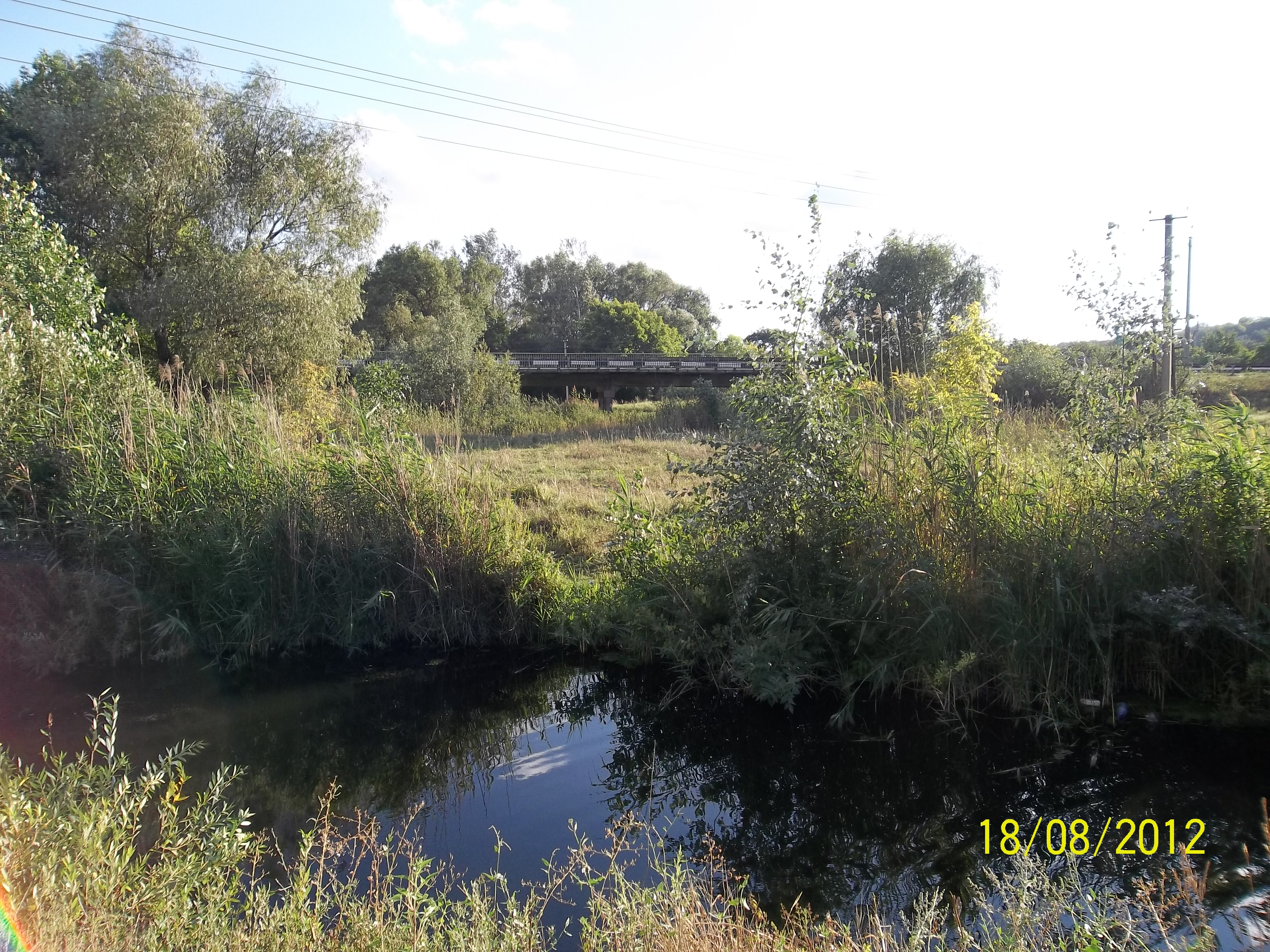